# Crocus veneris
Crocus veneris — вид квіткових рослин з роду шафран родини півникових (Iridaceae). Це багаторічник, який родом з Кіпру.

## Середовище проживання
Зустрічається на більшій частині острова від 100 до приблизно 925 метрів над рівнем моря. Вид зустрічається на відкритих трав'янистих відкритих місцях, а також на кам'янистих ділянках і у відкритих чагарниках або лісах.

## Загрози й охорона
Зміни у землекористуванні (наприклад, інтенсифікація сільського господарства та урбанізація), ймовірно, впливають на цей вид на місцевому рівні, але не вважаються суттєвими. Захисту не потребує.